# HD 107148
Désignations
HD 107148 est une étoile de magnitude 8 située à ∼ 161 a.l. (∼ 49,4 pc) dans la constellation de la Vierge. C'est une naine jaune caractérisée par une luminosité d'1,41 fois celle du Soleil. Elle est deux fois plus riche en éléments lourds que le Soleil. En 2006, la découverte d'une exoplanète de la masse de Saturne a été annoncée.
Elle ne doit pas être confondue avec l'étoile HD 108147 qui possède également une planète extrasolaire découverte en 2000 et située dans la constellation de la Croix du Sud.
| Planète | Masse             | Demi-grand axe (ua) | Période orbitale (jours) | Excentricité | Inclinaison | Rayon |
| ------- | ----------------- | ------------------- | ------------------------ | ------------ | ----------- | ----- |
| b       | >0,210 ± 0,036 MJ | 0,269 ± 0,016       | 48,056 ± 0,057           | 0,05 ± 0,17  |             |       |